# ألفرد أرمان لوي ماري فلبو

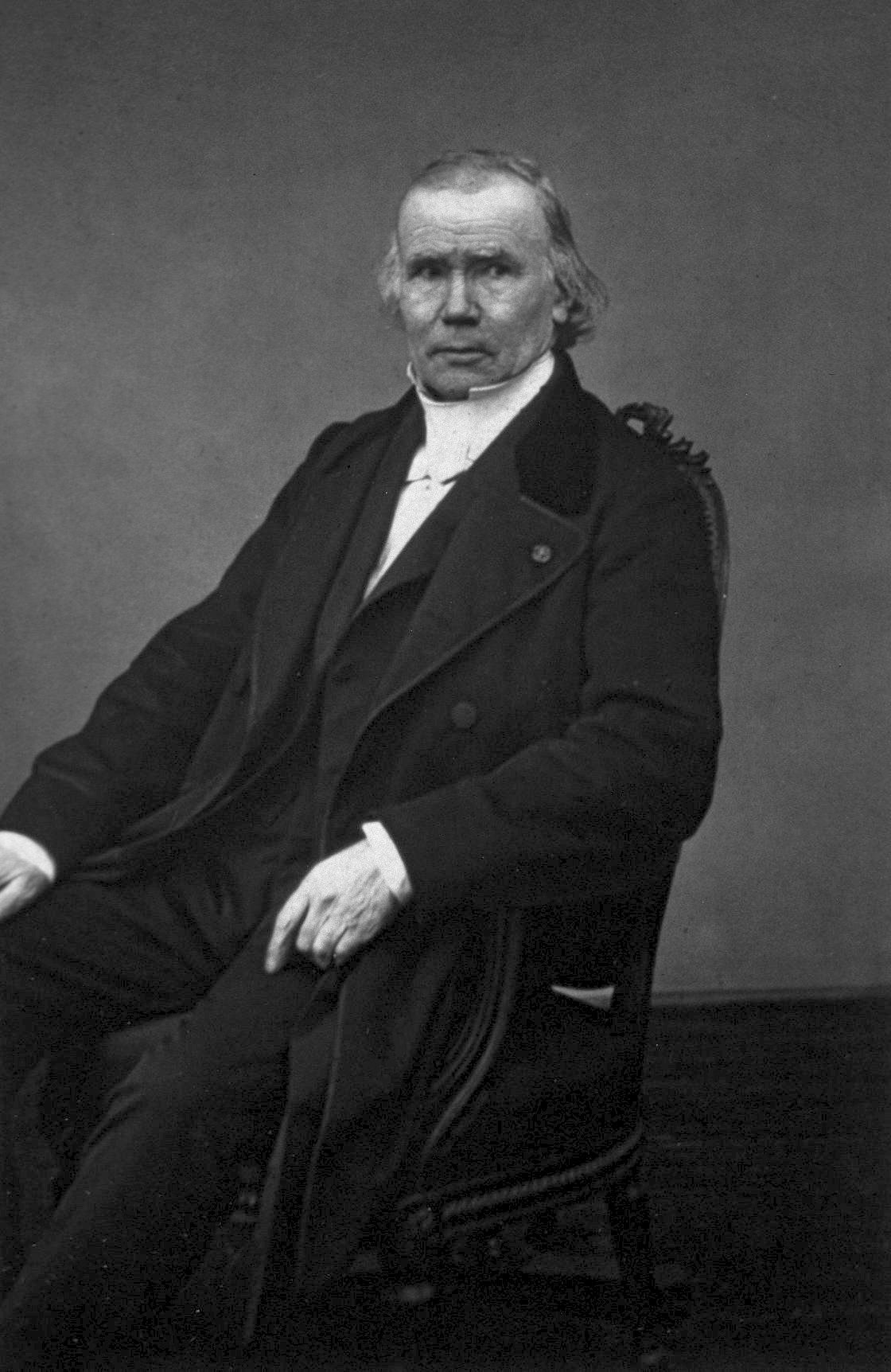
ألفرد فلبو

ألفرد أرمان لوي ماري فلبو (بالفرنسية: Alfred-Armand-Louis-Marie Velpeau)‏ ـ (18 مايو 1795 ـ 24 أغسطس 1867) هو عالم تشريح وجراح فرنسي. خلف الجراح دومينيك جان لاري في عضوية الأكاديمية الفرنسية للعلوم (قسم الطب والجراحة) سنة 1843.
كان فلبو جراحًا ماهرًا وعالمًا حاذقًا بالتشريح الجراحي، وقد وضع ما يربو على 340 مؤلفًا في الجراحة وعلم الأجنة وطب التوليد وغيرها، وكان أول من وصف داء ابيضاض الدم (اللوكيميا) وصفًا علميًا دقيقًا في سنة 1827.
رغم شهرة فالبو كجراح متميز في زمانه، إلا أنه كان يرى أن الجراحة دون ألم ضرب من الخيال، وكان يرى أن الجراحة والألم لا يفترقان، وقد عبر عن دهشته لاكتشاف العقاقير المخدرة كالكلوروفورم والإثير في أربعينيات القرن التاسع عشر.

## مصطلحات طبية حملت اسمه
حملت عدة مصطلحات طبية اسمه، ومنها ضمادة ابتكرها تستخدم في كسور منطقة الكتف وتُعرف حتى اليوم باسمه (ضمادة فالبو)، كما كان الفتق الفخذي يُعرف تاريخيًا بفتق فالبو، كما عُرف التهاب الغدد العرقية القيحي تاريخيًا باسم "داء فالبو"، وعُرف النفق الأربي بنفق فالبو، والحفرة الإسكية الشرجية بحفرة فالبو.